# デスストローク
デスストローク（英: Deathstroke）は、DCコミックスの出版するアメリカン・コミックスに登場する架空のスーパーヴィラン。マーブ・ウルフマンとジョージ・ペレスによって創造され、1980年の"New Teen Titans #2"で初登場した。

## 概要
初出は『ニュー・ティーンタイタンズ #2』(1980年)。「デスストローク・ザ・ターミネーター」の名でティーン・タイタンズのヴィランとして登場し、バットマンやグリーンアローの敵としても現れる。その後も様々なヒーローの敵対者として現れ、DCユニバース全体に登場するようになった。
ヴィランでありながらキャラクターの人気を受けて1991年に個人誌『Deathstroke The Terminator』が出版され、2011年からは『Deathstroke』のタイトルで刊行されている。

## 人物
本名：スレイド・ジョセフ・ウィルソン (Slade Joseph Wilson)
「死の一撃」の異名をとる暗殺者。年齢詐称で16歳で米軍に入り、1960年代初期に当時のメジャーな格闘術をマスターし、傭兵集団「チーム7」の一員となり、階級も中佐となる。同時期に長男のグラント・ウィルソンを授かる。軍隊強化のための非人道的な実験に参加させられてしまい昏睡状態になり除隊するが、覚醒後は超人的な回復力を得るだけでなく、反射神経・筋力・持久力・瞬発力が常人の数倍に上がり、脳を常時90%使えるようになった。病原体に対する強力な免疫も持つ。家族のために暗殺者となるも、次男のジョセフ・ウィルソンが商売敵に喉を切り裂かれたことで声が出せなくなる事件が起き、子供を危険にさらしたことに激怒した妻のアデリーンに右目を撃たれ隻眼となり、以降トレードマークのマスクを被る。
バットマン、1～3代目ロビンのディック・グレイソン、ジェイソン・トッド、ティム・ドレイクと交戦。ティーン・タイタンズの敵として知られ長い因縁もあるが、彼らと手を組むこともある。3代目バットガールのカサンドラ・カインを洗脳、ディック・グレイソンを一時期強制的に弟子にした事もあった。後に出来た娘のローズ・ウィルソンも歴代ロビンと顔合わせをする。ディックとは彼がナイトウイングとして独立してからも何度も共闘している。
アイデンティティ・クライシスでは、スー・ディブニー（エロンゲイテッドマンの妻）殺害の容疑者として疑われていたドクター・ライトを護衛した事で、ホークマンやアトム、グリーンアローと対立していき、グリーンランタンたちと交戦する。

## 能力
戦闘能力
軍人時代に培った近接格闘術・マーシャルアーツ・射撃能力・剣術などを使った圧倒的な戦闘能力。
優れた戦術家
優れたバトルIQや状況判断能力。
超人的な身体能力
反射神経・筋力・持久力・瞬発力が常人の数倍に上がっている。
驚異的な頭脳
脳を常時90%使うことができるため、頭の回転が速く、判断能力・推理力が格段に上がっている。
超人的な回復能力
戦闘中に怪我を負っても、脳さえ残っていれば瞬時に回復することができる。
強力な免疫力
病原体に対する強力な免疫を持っている。

## 書誌情報

### 翻訳版
- デスストローク (ISBN 978-4796876087)

小学館集英社プロダクション刊、2016年7月20日発売。
- デスストローク：ゴッド・キラー (ISBN 978-4796876582)

小学館集英社プロダクション刊、2017年3月15日発売。
- デスストローク：スーサイド・ラン (ISBN 978-4796876780)

小学館集英社プロダクション刊、2017年6月7日発売。

### 原語版
| タイトル                                                 | 収録内容                                                                         | 刊行日          | ISBN            |
| (1991年-1996年)                                          | (1991年-1996年)                                                                  | (1991年-1996年) | (1991年-1996年) |
| -------------------------------------------------------- | -------------------------------------------------------------------------------- | --------------- | --------------- |
| Deathstroke The Terminator: Full Cycle                   | Deathstroke the Terminator #1–5 and New Titans #70                               | 1992年1月       | 978-0930289829  |
| Deathstroke The Terminator Vol.1: Assassins              | Deathstroke the Terminator #1–9 and New Titans #70                               | 2015年4月       | 978-1401254285  |
| Deathstroke The Terminator Vol.2: Sympathy For The Devil | Deathstroke the Terminator #10–13, Annual #1 and Superman Vol.2 #68              | 2015年12月      | 978-1401258429  |
| Deathstroke The Terminator Vol.3: Nuclear Winter         | Deathstroke the Terminator #14–20                                                | 2017年12月      | 978-1401260767  |
| Deathstroke The Terminator Vol.4: Crash Or Burn          | Deathstroke the Terminator #21–25 and Annual #2                                  | 2018年5月       | 978-1401270834  |
| Deathstroke The Terminator Vol.5: World Tour             | Deathstroke the Terminator #26–34                                                | 2019年1月       | 978-1401285753  |
| The New 52 (2012年-2014年)                               |                                                                                  |                 |                 |
| Deathstroke Vol.1: Legacy                                | Deathstroke Vol.2 #1–8                                                           | 2012年8月       | 978-1401234812  |
| Deathstroke Vol.2: Lobo Hunt                             | Deathstroke Vol.2 #0 and #9–20                                                   | 2014年2月       | 978-1401240387  |
| The New 52 (2014年-2016年)                               |                                                                                  |                 |                 |
| Deathstroke Vol.1: Gods of Wars                          | Deathstroke Vol.3 #1–6                                                           | 2015年6月       | 978-1401254711  |
| Deathstroke Vol.2: God Killer                            | Deathstroke Vol.3 #7–10, Annual #1 and Convergence: Batman: Shadow of the Bat #2 | 2016年3月       | 978-1401261207  |
| Deathstroke Vol.3: Suicide Run                           | Deathstroke Vol.3 #11–16                                                         | 2016年8月       | 978-1401264550  |
| Deathstroke Vol.4: Family Business                       | Deathstroke Vol.3 #17–20 and Annual #2                                           | 2016年12月      | 978-1401267940  |
| DC Rebirth (2016年-2018年)                               |                                                                                  |                 |                 |
| Deathstroke Vol.1: The Professional                      | Deathstroke: Rebirth #1 and Deathstroke Vol.4 #1–5                               | 2017年3月       | 978-1401268237  |
| Deathstroke Vol.2: The Gospel of Slade                   | Deathstroke Vol.4 #6–11                                                          | 2017年7月       | 978-1401270988  |
| Deathstroke Vol.3: Twilight                              | Deathstroke Vol.4 #12–18                                                         | 2017年10月      | 978-1401274061  |
| Deathstroke Vol.4: Defiance                              | Deathstroke Vol.4 #21–25 and DC Universe Holiday Special #1                      | 2018年4月       | 978-1401275471  |
| Deathstroke Vol.5: Fall of Slade                         | Deathstroke Vol.4 #26–29 and Annual #1                                           | 2018年10月      | 978-1401278335  |

## スピンオフ
タイニー・タイタンズ
DCコミックスのキャラクター達が小学生となった日常を描いた作品。コミカルな絵柄と作風が特徴。スレイド校長として登場する。

## 映画
ジャスティス・リーグ (2017年)
演 - ジョー・マンガニエロ、日本語吹替 - 遠藤大智
ニンジャバットマン (2018年)
声 - 諏訪部順一、英語吹替 - フレッド・タタショア
ティーン・タイタンズ・ゴー! トゥ・ザ・ムービーズ (2018年)
声 - ウィル・アーネット
ジャスティス・リーグ:ザック・スナイダーカット（2021年）
演 - ジョー・マンガニエロ、日本語吹替 - 遠藤大智

## ドラマ
ヤング・スーパーマン (2001年-2011年)
演 - マイケル・ホーガン
第10シーズン（ファイナル・シーズン）の「真の愛国者」「イカルス作戦」にスレイド・ウィルソン中将として登場。
ARROW/アロー (2013年-現在)
演 - マヌー・ベネット、日本語吹替 - 竹田雅則
ASISの諜報員スレイド・ウィルソンとして登場。ある島で主人公オリバー・クイーンと共闘し、物語に深くかかわっていく。後にデスストロークと呼ばれる傭兵となり、オリバーに敵対する。
TITANS/タイタンズ (2018年-現在)
演 - イーサイ・モラレス

## アニメ

### テレビアニメ
ティーン・タイタンズ (アニメ) (2003年-2006年)
声 - ロン・パールマン、日本語吹替 - 宇垣秀成
本名のスレイドの名で登場。ロビンと同じく棒術を得意し、ロビンを自分の後継者にしようと企む。その目論見は失敗するが、その後もたびたび登場するなど、アニメ『ティーン・タイタンズ』の代表的なヴィラン。
ヤング・ジャスティス (アニメ) (2010年-現在)
声 - ウェントワース・ミラー / フレッド・タタショア
ビウェア・ザ・バットマン (2013年-2014年)
声 - ロビン・アトキン・ダウンズ

### 長編アニメ
ジャスティス・リーグ Crisis On Two Earths (2010年)
声 - ブルース・デイヴィソン
サン・オブ・バットマン (2014年)
声 - トーマス・ギブソン
ティーン・タイタンズ:ジューダス・コントラクト (2017年)
声 - ミゲル・フェラー

### レゴシリーズ
- LEGO スーパー・ヒーローズ:ジャスティス・リーグ〈クローンとの戦い〉 (2015年)
- LEGO スーパー・ヒーローズ:ジャスティス・リーグ〈悪の軍団誕生〉 (2015年)
- LEGO スーパー・ヒーローズ:ジャスティス・リーグ〈ゴッサム大脱出〉 (2016年)

## ゲーム
モータルコンバット vs. DCユニバース (2008年)
声 - パトリック・セイズ
DCユニバース・オンライン (2011年)
声 - トレイシー・W・ブッシュ
インジャスティス:神々の激突 (2013年)
声 - J・G・ハーツラー
レゴ®DCスーパーヴィランズ (2018年)
声 - マーク・ロルストン

### アーカムシリーズ
バットマン アーカム・ビギンズ (2013年)
声 - マーク・ロルストン
バットマン アーカム・ナイト (2015年)
声 - マーク・ロルストン